# 칼주베 파히미 두베

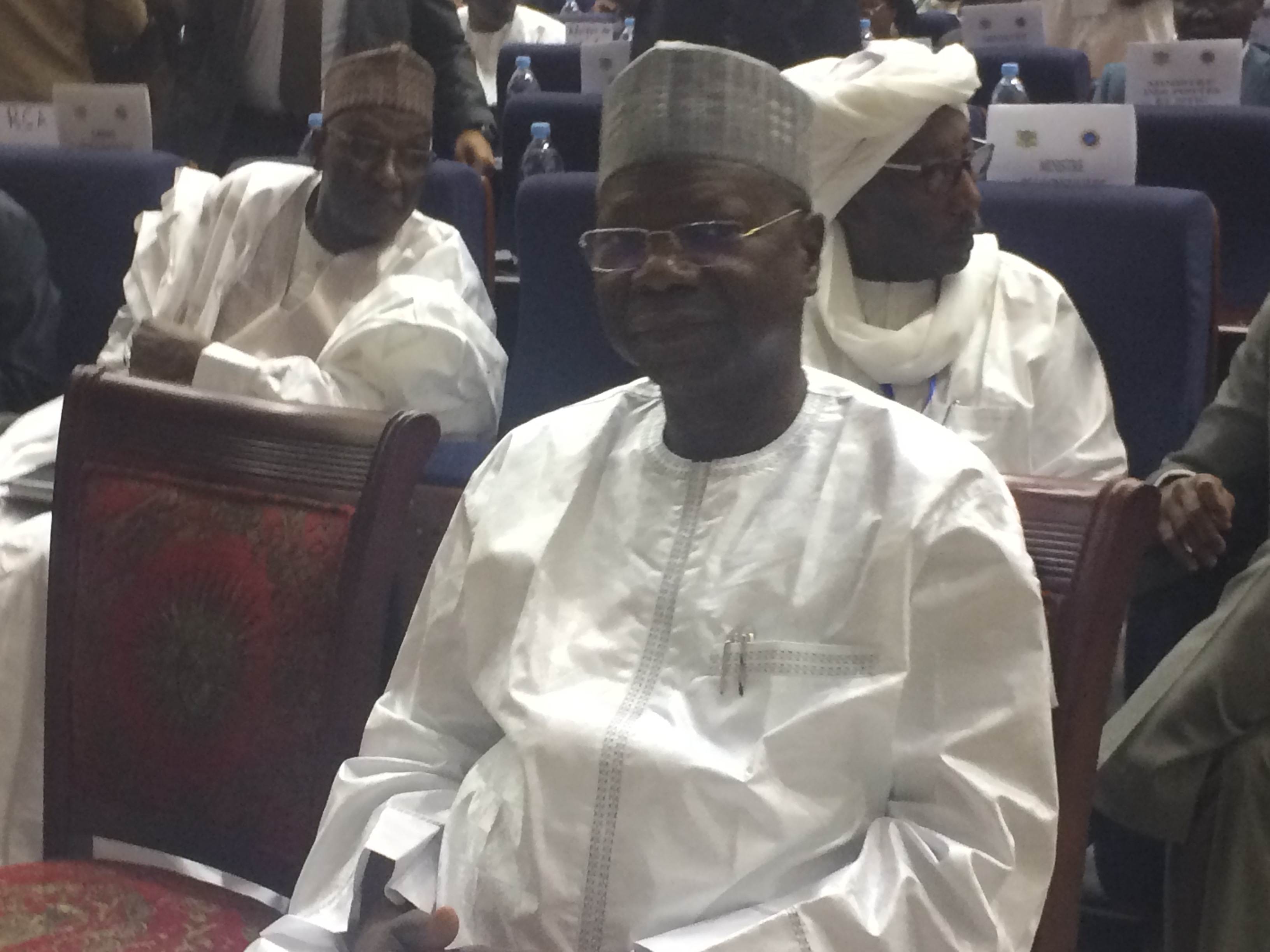

칼주베 파히미 두베(프랑스어: Kalzeubet Pahimi Deubet)은 차드의 사업가 출신 정치인으로 현재 차드의 총리이다. 2013년 11월 前 총리 짐랑가르 다드나지의 사임 후 신임 총리로 임명되었다.